# Draft 2011 de la NFL
2010 2012
La draft 2011 de la NFL est la 76e draft annuelle de la National Football League, permettant aux franchises de football américain de sélectionner des joueurs universitaires éligibles pour jouer professionnels. Elle s'est déroulée entre le 28 et le 30 avril 2011 au Radio City Music Hall de New York et précède la saison 2011 de la NFL.
Cam Newton, quarterback des Tigers d'Auburn, est sélectionné à la première position par les Panthers de la Caroline.
Un nombre record de 56 élèves n'ayant pas terminé leur cycle universitaire (underclassman) annoncent leur intention de renoncer à leur admissibilité restante dans la NCAA et de se déclarer éligibles pour être sélectionnés dans la draft 2011.

## Impact de la situation laborale
En dépit d’un conflit de travail entre les propriétaires de la ligue et les joueurs au sujet d’une nouvelle convention collective, une clause de la convention périmée permet de maintenir cette draft, même si les propriétaires imposent un lock-out pour empêcher la saison de commencer. Les supporters présent expriment leur mécontentement face au lock-out en huant le commissaire Roger Goodell lors de l'événement en scandant « Nous voulons le football »,.
En raison de la situation de la main-d’œuvre et du lock-out, les franchises ne sont pas en mesure d’échanger des joueurs contre des sélections de draft (les transactions impliquant uniquement des sélections sont autorisées) et sont dans l'impossibilité de signer ni même de contacter des joueurs, draftés ou non, tant que le lock-out n'est pas levé. Les Panthers n'ont pas pu signer, ni même négocier avec leur premier choix avant le début de la draft, comme l'ont fait d'autres équipes par le passé.
En raison de la restriction sur les échanges de joueurs, étendue aux joueurs sélectionnés dans cette draft, les équipes ne peuvent échanger aucun joueur une fois sélectionné, comme ce fut le cas en 2004, lorsque les Chargers de San Diego et les Giants de New York ont finalisé un échange impliquant Eli Manning et Philip Rivers, qui sont sélectionnés respectivement aux premier et quatrième rangs. En outre, en l'absence d'accord entre les propriétaires et les joueurs rendant les futurs choix de draft peu sûrs, les équipes sont informées par la ligue que toute transaction impliquant de futurs choix de draft serait effectuée à leurs risques et périls. Cet avertissement n'a pas dissuadé plusieurs équipes d'effectuer des transactions impliquant de futures sélections.
La National Football League Players Association (NFLPA) a envisagé de dissuader les candidats potentiels d'assister à la draft, mais un nombre record de 25 recrutés potentiels ont assisté à l'événement, y compris Von Miller, l'un des plaignants nommés dans la poursuite antitrust des joueurs contre la ligue,.

## Draft
La draft se compose de 7 tours, qui permettent 32 choix chacun (soit un par équipe en principe).
L'ordre des franchises est normalement décidé pour chaque tour par leurs résultats au cours de la saison précédente : plus une équipe a réussi sa saison, plus son choix de draft sera tardif, et inversement. Par exemple, les Panthers de la Caroline, avec le pire bilan de la saison 2010 avec 2 victoires contre 14 défaites, obtiennent le premier choix de draft, et le premier choix de chaque tour. À l'inverse les Packers de Green Bay, vainqueurs du Super Bowl XLV et donc champions en titre, obtiennent le 32e et dernier choix de chaque tour. À noter que pour les franchises possédant un bilan similaire, leurs positions s'alternent à chaque tour : ainsi, les Giants de New York et les Buccaneers de Tampa Bay, ayant fini toutes les deux à 10-6 sans play-offs, alternent les dix-neuvième et vingitième choix de chaque tour.
Les choix de draft peuvent aussi être échangés entre les équipes, contre d'autres choix de draft ou même des joueurs, ce qui explique que certaines franchises aient plusieurs choix ou même aucun durant un tour.
Les franchises peuvent enfin recevoir des choix de compensations en fin de tour, qui permettent à des équipes ayant perdu plus de joueurs qu'ils ne pouvaient en acquérir à l'inter-saison d'effectuer une sélection supplémentaire.
| Abréviation des positions en football américain | Abréviation des positions en football américain | Abréviation des positions en football américain | Abréviation des positions en football américain | Abréviation des positions en football américain    | Abréviation des positions en football américain    | Abréviation des positions en football américain    | Abréviation des positions en football américain    | Abréviation des positions en football américain    | Abréviation des positions en football américain | Abréviation des positions en football américain |                                     |
| ----------------------------------------------- | ----------------------------------------------- | ----------------------------------------------- | ----------------------------------------------- | -------------------------------------------------- | -------------------------------------------------- | -------------------------------------------------- | -------------------------------------------------- | -------------------------------------------------- | ----------------------------------------------- | ----------------------------------------------- | ----------------------------------- |
| C                                               | Center                                          |                                                 | CB                                              | Cornerback                                         |                                                    | DB                                                 | Defensive back                                     |                                                    | DE                                              | Defensive end                                   |                                     |
| DL                                              | Defensive lineman                               | DT                                              | Defensive tackle                                | FB                                                 | Fullback                                           | FS                                                 | Free safety                                        |                                                    |                                                 |                                                 |                                     |
| G                                               | Guard                                           | HB                                              | Halfback                                        | K                                                  | Kicker                                             | KR                                                 | Kick returner                                      |                                                    |                                                 |                                                 |                                     |
| LB                                              | Linebacker                                      | LS                                              | Long snapper                                    | OT                                                 | Offensive tackle                                   | OL                                                 | Offensive lineman                                  |                                                    |                                                 |                                                 |                                     |
| NT                                              | Nose tackle                                     | P                                               | Punter                                          | PR                                                 | Punt returner                                      | QB                                                 | Quarterback                                        |                                                    |                                                 |                                                 |                                     |
| RB                                              | Running back                                    | S                                               | Safety                                          | SS                                                 | Strong safety                                      | TB                                                 | Tailback                                           |                                                    |                                                 |                                                 |                                     |
| TE                                              | Tight end                                       | WR                                              | Wide receiver                                   | Article détaillé : Position (football américain) . | Article détaillé : Position (football américain) . | Article détaillé : Position (football américain) . | Article détaillé : Position (football américain) . | Article détaillé : Position (football américain) . |                                                 |                                                 |                                     |
| Légende                                         |                                                 |                                                 |                                                 |                                                    |                                                    |                                                    |                                                    |                                                    |                                                 |                                                 |                                     |
| °                                               | Intronisé au Pro Football Hall of fame          | Intronisé au Pro Football Hall of fame          | Intronisé au Pro Football Hall of fame          | Intronisé au Pro Football Hall of fame             |                                                    | †                                                  | Joueur sélectionné pour le Pro Bowl                | Joueur sélectionné pour le Pro Bowl                | Joueur sélectionné pour le Pro Bowl             | Joueur sélectionné pour le Pro Bowl             | Joueur sélectionné pour le Pro Bowl |

### 1ertour
| Choix | Équipe                             | Joueur                | Postes | Université                       | Notes                                  |
| ----- | ---------------------------------- | --------------------- | ------ | -------------------------------- | -------------------------------------- |
| 1     | Panthers de la Caroline            | Cam Newton †          | QB     | Tigers d'Auburn                  | ,                                      |
| 2     | Broncos de Denver                  | Von Miller †          | LB     | Aggies de Texas A&M              | ,                                      |
| 3     | Bills de Buffalo                   | Marcell Dareus †      | DE     | Crimson Tide de l'Alabama        |                                        |
| 4     | Bengals de Cincinnati              | A. J. Green †         | WR     | Bulldogs de la Géorgie           |                                        |
| 5     | Cardinals de l'Arizona             | Patrick Peterson †    | CB     | Tigers de LSU                    |                                        |
| 6     | Falcons d'Atlanta                  | Julio Jones †         | WR     | Crimson Tide de l'Alabama        | Browns → Falcons,                      |
| 7     | 49ers de San Francisco             | Aldon Smith †         | LB     | Tigers du Missouri               |                                        |
| 8     | Titans du Tennessee                | Jake Locker           | QB     | Huskies de Washington            |                                        |
| 9     | Cowboys de Dallas                  | Tyron Smith †         | OT     | Trojans d'USC                    |                                        |
| 10    | Jaguars de Jacksonville            | Blaine Gabbert        | QB     | Tigers du Missouri               | Redskins → Jaguars,                    |
| 11    | Texans de Houston                  | J. J. Watt †          | DE     | Badgers du Wisconsin             |                                        |
| 12    | Vikings du Minnesota               | Christian Ponder      | QB     | Seminoles de Florida State       |                                        |
| 13    | Lions de Détroit                   | Nick Fairley          | DT     | Université d'Auburn              |                                        |
| 14    | Rams de Saint-Louis                | Robert Quinn †        | DE     | Tar Heels de la Caroline du Nord |                                        |
| 15    | Dolphins de Miami                  | Mike Pouncey †        | C      | Gators de la Floride             |                                        |
| 16    | Redskins de Washington             | Ryan Kerrigan †       | DE     | Boilermakers de Purdue           | Jaguars → Redskins                     |
| 17    | Patriots de la Nouvelle-Angleterre | Nate Solder           | OT     | Buffaloes du Colorado            | Raiders → Patriots,                    |
| 18    | Chargers de San Diego              | Corey Liuget          | DT     | Fighting Illini de l'Illinois    |                                        |
| 19    | Giants de New York                 | Prince Amukamara      | CB     | Cornhuskers du Nebraska          |                                        |
| 20    | Buccaneers de Tampa Bay            | Adrian Clayborn       | DE     | Hawkeyes de l'Iowa               |                                        |
| 21    | Browns de Cleveland                | Phil Taylor Sr. (en)  | DT     | Bears de Baylor                  | Chiefs → Browns,                       |
| 22    | Colts d'Indianapolis               | Anthony Castonzo      | OT     | Eagles de Boston College         |                                        |
| 23    | Eagles de Philadelphie             | Danny Watkins (en)    | G      | Bears de Baylor                  |                                        |
| 24    | Saints de La Nouvelle-Orléans      | Cameron Jordan †      | DE     | Golden Bears de la Californie    |                                        |
| 25    | Seahawks de Seattle                | James Carpenter       | OT     | Crimson Tide de l'Alabama        |                                        |
| 26    | Chiefs de Kansas City              | Jonathan Baldwin (en) | CB     | Panthers de Pittsburgh           | Falcons → Browns → Chiefs              |
| 27    | Ravens de Baltimore                | Jimmy Smith           | CB     | Buffaloes du Colorado            | à la place du choix 26 (temps expiré), |
| 28    | Saints de La Nouvelle-Orléans      | Mark Ingram †         | RB     | Crimson Tide de l'Alabama        | Patriots → Saints,                     |
| 29    | Bears de Chicago                   | Gabe Carimi (en)      | OT     | Badgers du Wisconsin             |                                        |
| 30    | Jets de New York                   | Muhammad Wilkerson †  | DE     | Owls de Temple                   |                                        |
| 31    | Steelers de Pittsburgh             | Cameron Heyward †     | DE     | Buckeyes d'Ohio State            |                                        |
| 32    | Packers de Green Bay               | Derek Sherrod (en)    | OT     | Bulldogs de Mississippi State    |                                        |

#### Échanges1ertour
1. ↑    1. 6 Cleveland échange ce choix avec Atlanta contre les sélections de premier tour (27e, devenu 26erang), de deuxième tour (59e) et de quatrième tour (124e), ainsi que les sélections des premier et quatrième tours d'Atlanta en 2012.
2. ↑    1. 10 Jacksonville acquiert ce choix de Washington pour les sélections de Jacksonville du premier tour (16e) et du second tour (49e)
3. ↑    1. 16 voir #10 Redskins → Jaguars
4. ↑    1. 17 Oakland échange cette sélection avec la Nouvelle-Angleterre pour le defensive lineman Richard Seymour.
5. ↑    1. 21 Cleveland fait l'acquisition de ce choix de Kansas City pour un choix de premier tour que Cleveland a précédemment négocié avec Atlanta (voir #6 Falcons → Browns) et le choix de troisième tour de Cleveland (70e).
6. ↑    1. 26 voir #6 Browns → Falcons
7. ↑    1. 26 voir #21 Chiefs → Browns
8. ↑    1. 27 Baltimore dispose de la 26e sélection, mais leur temps imparti expire alors qu'ils travaillent sur un échange, ce qui permet à Kansas City de devancer Baltimore.
9. ↑    1. 28 La Nouvelle-Angleterre échange cette sélection avec La Nouvelle-Orléans pour la sélection du second tour de la Nouvelle-Orléans en 2011 (56e) et celle du premier tour en 2012.

### 2etour
| Choix | Équipe                             | Joueur                | Postes | Université                       | Notes                        |
| ----- | ---------------------------------- | --------------------- | ------ | -------------------------------- | ---------------------------- |
| 33    | Patriots de la Nouvelle-Angleterre | Ras-I Dowling (en)    | CB     | Cavaliers de la Virginie         | Panthers → Patriots,         |
| 34    | Bills de Buffalo                   | Aaron Williams        | CB     | Longhorns du Texas               |                              |
| 35    | Bengals de Cincinnati              | Andy Dalton †         | QB     | Horned Frogs de TCU              |                              |
| 36    | 49ers de San Francisco             | Colin Kaepernick      | QB     | Wolf Pack du Nevada              | Broncos → 49ers,             |
| 37    | Browns de Cleveland                | Jabaal Sheard         | DE     | Panthers de Pittsburgh           |                              |
| 38    | Cardinals de l'Arizona             | Ryan Williams (en)    | RB     | Hokies de Virginia Tech          |                              |
| 39    | Titans du Tennessee                | Akeem Ayers (en)      | LB     | Bruins d'UCLA                    |                              |
| 40    | Cowboys de Dallas                  | Bruce Carter (en)     | LB     | Tar Heels de la Caroline du Nord |                              |
| 41    | Redskins de Washington             | Jarvis Jenkins (en)   | DT     | Tigers de Clemson                |                              |
| 42    | Texans de Houston                  | Brooks Reed (en)      | DE     | Wildcats de l'Arizona            |                              |
| 43    | Vikings du Minnesota               | Kyle Rudolph †        | TE     | Fighting Irish de Notre-Dame     |                              |
| 44    | Lions de Detroit                   | Titus Young (en)      | WR     | Broncos de Boise State           |                              |
| 45    | Broncos de Denver                  | Rahim Moore (en)      | S      | Bruins d'UCLA                    | 49ers → Broncos              |
| 46    | Broncos de Denver                  | Orlando Franklin (en) | OT     | Hurricanes de Miami              | Dolphins → Broncos,          |
| 47    | Rams de Saint Louis                | Lance Kendricks (en)  | TE     | Badgers du Wisconsin             |                              |
| 48    | Raiders d'Oakland                  | Stefen Wisniewski     | C      | Nittany Lions de Penn State      |                              |
| 49    | Colts d'Indianapolis               | Ben Ijalana (en)      | OT     | Wildcats de Villanova            | Jaguars → Redskins → Colts,  |
| 50    | Chargers de San Diego              | Marcus Gilchrist (en) | CB     | Tigers de Clemson                |                              |
| 51    | Buccaneers de Tampa Bay            | Da'Quan Bowers (en)   | DE     | Tigers de Clemson                |                              |
| 52    | Giants de New York                 | Marvin Austin (en)    | DT     | Tar Heels de la Caroline du Nord |                              |
| 53    | Bears de Chicago                   | Stephen Paea (en)     | DT     | Beavers d'Oregon State           | Colts → Redskins → Bears,    |
| 54    | Eagles de Philadelphie             | Jaiquawn Jarrett (en) | S      | Owls de Temple                   |                              |
| 55    | Chiefs de Kansas City              | Rodney Hudson †       | G      | Seminoles de Florida State       |                              |
| 56    | Patriots de la Nouvelle-Angleterre | Shane Vereen          | RB     | Golden Bears de la Californie    | Saints → Patriots            |
| 57    | Lions de Detroit                   | Mikel Leshoure (en)   | RB     | Fighting Illini de l'Illinois    | Seahawks → Lions,            |
| 58    | Ravens de Baltimore                | Torrey Smith          | WR     | Terrapins du Maryland            |                              |
| 59    | Browns de Cleveland                | Greg Little (en)      | WR     | Tar Heels de la Caroline du Nord | Falcons → Browns             |
| 60    | Texans de Houston                  | Brandon Harris (en)   | CB     | Hurricanes de Miami              | Patriots → Texans,           |
| 61    | Chargers de San Diego              | Jonas Mouton          | LB     | Wolverines du Michigan           | Jets → Chargers,             |
| 62    | Dolphins de Miami                  | Daniel Thomas (en)    | RB     | Wildcats de Kansas State         | Bears → Redskins → Dolphins, |
| 63    | Steelers de Pittsburgh             | Marcus Gilbert (en)   | OT     | Gators de la Floride             |                              |
| 64    | Packers de Green Bay               | Randall Cobb †        | WR     | Wildcats du Kentucky             |                              |

#### Échanges2etour
1. ↑    1. 33 La Caroline échange cette sélection avec la Nouvelle-Angleterre pour une sélection de troisième tour en 2010 (89e; Carolina sélectionne Armanti Edwards).
2. ↑    1. 36 San Francisco acquiert cette sélection de Denver en échange des choix de deuxième (45e), quatrième (108e) et cinquième (141e) tours.
3. ↑    1. 45 voir #36 Broncos → 49ers
4. ↑    1. 46 Miami échange cette sélection et une sélection de deuxième tour en 2010 (43e; échangée avec Baltimore, qui sélectionne Sergio Kindle) avec Denver contre le wide receiver Brandon Marshall.
5. ↑    1. 49 voir #10 Redskins → Jaguars
6. ↑    1. 49 Washington échange cette sélection avec Indianapolis en échange des sélections d'Indianapolis des deuxième (53e) et cinquième tours (152e).
7. ↑    1. 53 voir #49 Redskins → Colts
8. ↑    1. 53 Washington échange cette sélection avec Chicago pour les sélections de deuxième (62e) et de quatrième tour (127e) de Chicago.
9. ↑    1. 56 voir #28 Patriots → Saints
10. ↑    1. 57 Detroit acquiert ce choix de Seattle en échange de leurs sélections de troisième (75e) et de quatrième tour (107e).
11. ↑    1. 59 voir #6 Browns → Falcons
12. ↑    1. 60 La Nouvelle-Angleterre échange cette sélection avec Houston contre les sélections de troisième (73e) et de cinquième tour (138e)
13. ↑    1. 61 Les Jets échangent cette sélection conditionnelle avec San Diego contre le cornerback Antonio Cromartie.
14. ↑    1. 62 voir #53 Redskins → Bears
15. ↑    1. 62 Miami acquiert ce choix auprès de Washington pour ses choix de troisième (79e) cinquième (146e) et septième tour (217e).

### Joueurs notables sélectionnés aux tours suivants
| Choix | Équipe                 | Joueur                 | Postes | Université                      | Notes                           |
| ----- | ---------------------- | ---------------------- | ------ | ------------------------------- | ------------------------------- |
| 70    | Chiefs de Kansas City  | Justin Houston †       | LB     | Bulldogs de la Géorgie          | Browns → Chiefs                 |
| 71    | Cowboys de Dallas      | DeMarco Murray †       | RB     | Sooners de l'Oklahoma           |                                 |
| 77    | Titans du Tennessee    | Jurrell Casey †        | DT     | Trojans d'USC                   |                                 |
| 99    | Seahawks de Seattle    | K. J. Wright †         | LB     | Bulldogs de Mississippi State   | Broncos → Patriots, → Seahawks, |
| 102   | Browns de Cleveland    | Jordan Cameron †       | TE     | Trojans d'USC                   |                                 |
| 129   | Broncos de Denver      | Julius Thomas †        | TE     | Vikings de Portland State       | Packers → Broncos,              |
| 136   | Cardinals de l'Arizona | Anthony Sherman †      | FB     | Huskies du Connecticut          |                                 |
| 154   | Seahawks de Seattle    | Richard Sherman †      | CB     | Cardinal de Stanford            | Chiefs → Lions, → Seahawks      |
| 176   | Cowboys de Dallas      | Dwayne Harris †        | WR     | Pirates d'East Carolina         |                                 |
| 180   | Ravens de Baltimore    | Tyrod Taylor †         | QB     | Hokies de Virginia Tech         | Rams → Ravens,                  |
| 191   | Eagles de Philadelphie | Jason Kelce †          | C      | Bearcats de Cincinnati          | Ravens → Eagles,                |
|       | Cowboys de Dallas      | Dan Bailey †           | K      | Cowboys d'Oklahoma State        | [ Note 4 ]                      |
|       | Broncos de Denver      | Chris Harris Jr. †     | CB     | Jayhawks du Kansas              | ,                               |
|       | Chargers de San Diego  | Patrick DiMarco (en) † | FB     | Gamecocks de la Caroline du Sud | [ Note 4 ]                      |
|       | Seahawks de Seattle    | Doug Baldwin †         | WR     | Cardinal de Stanford            | ,                               |
|       | Rams de Saint-Louis    | Jacob McQuaide (en) †  | LS     | Buckeyes d'Ohio State           | [ Note 4 ]                      |
|       | Jets de New York       | Nick Bellore †         | LB     | Chippewas de Central Michigan   | [ Note 4 ]                      |

#### Échanges tours suivants
1. ↑    1. 70 voir #21 Chiefs → Browns
2. ↑    1. 99 Denver échange sa sélection de quatrième tour (99e) avec la Nouvelle-Angleterre pour une sélection de sixième tour (189e) et le running back Laurence Maroney.
3. ↑    1. 99 La Nouvelle-Angleterre échange sa sélection de quatrième tour (99e), acquise de Denver, avec Seattle pour le wide receiver Deion Branch.
4. ↑    1. 129 Denver acquiert cette sélection (129e) avec un choix de septième tour (204e) de Green Bay pour les choix de cinquième (141e) et sixième tour (186e) de Denver.
5. ↑    1. 154 En guise de pénalité pour avoir négocié avec des joueurs de Kansas City, Détroit est obligé d’échanger sa sélection de cinquième tour avec celle de Kansas City (140e contre 154e) et de renoncer à sa sélection de septième tour de 2012, ou son sixième tour s’ils atteignent les séries éliminatoires.
6. ↑    1. 154 voir #57 Seahawks → Lions
7. ↑    1. 180 St. Louis échange sa sélection de sixième tour (180e) avec Baltimore contre une sélection de septième tour de Baltimore (228e) et le wide receiver Mark Clayton (en).
8. ↑    1. 191 Philadelphie échange son choix de troisième tour (85e) avec Baltimore contre des sélections de troisième (90e) et de sixième tour (191e) de Baltimore.

### Choix de draft supplémentaire
Pour chaque joueur sélectionné dans la draft supplémentaire, l'équipe de sélection perd son choix lors de ce tour dans la draft de la saison suivante.
| Tour | Équipe            | Joueur         | Postes | Université            | Notes |
| ---- | ----------------- | -------------- | ------ | --------------------- | ----- |
| 3    | Raiders d'Oakland | Terrelle Pryor | QB     | Buckeyes d'Ohio State | ,     |